# 신명근
신명근(1986년 8월 13일 ~)은 대한민국의 뮤지컬 배우다.

## 방송
- 팬텀싱어 2 (2017) - Top24(21위)
- 트로트의 민족 (2020) - Top15(14위)
- 설특집 트로트의 민족 갈라쇼 (2021)
- 불타는 트롯맨 (2022) - Top25(19위)

## 음반
- 팬텀싱어2 Episode 6 (2017)
- 트로트의 민족 1라운드 베스트 Part. 2 (2020)

## 영화
- 그 강아지 그 고양이 (2013) - 강우주 역

## 팝페라 그룹 활동
- 라스페란자 (2007)
- 포엣 (2012~2015)
- 유엔젤보이스 (2014)
- 제네다 (2017)
- 디크로스 (2019)
- 포마스 (2021)

## 공연
- 갓스펠 (2007)
- 미라클 (2007)
- 정조대왕 (2009)
- 여우비 (2011)
- 짝사랑 (2012)
- 발칙한 로맨스 (2013)
- 라움마티네 콘서트 (2017)
- 한여름 밤의 판타지 - 수원 (2017)
- 11시 콘서트 클래식산책 - 천안 (2018)
- 에쿠우스 (2009~2010)
- 인생은 영화처럼 - 군포 (2021)